# Pedro de Avendaño
Pedro de Avendaño va ser un noble basc (guipuscoà) del segle xv. Era cap del bàndol onyací (de la família Oñaz) en lluita amb el bàndol Gamboà (de la família Gamboa) capitanejat per Juan Alonso de Mújica.
Enric IV de Castella, l'any 1457, anà personalment a Guipúscoa per tal d'acabar amb les lluites dels dos bàndols enfrontats i per això ordenà destruir nombroses cases i el desterrament tant de Pedro de Avendaño com de Juan Alonso de Mújica. El 1470 Pedro de Avendaño tornà a Guipúscoa. El relat de la derrota de Pedro de Avendaño és un dels textos més antics que es conserven en èuscar.